# Campestre da Serra
Campestre da Serra ist eine Stadt im Bundesstaat Rio Grande do Sul im Süden Brasiliens. Sie liegt etwa 200 km nördlich von Porto Alegre. Ursprünglich war Campestre da Serra Teil des Munizips Vacaria.